# Adrià Torija i Escrich

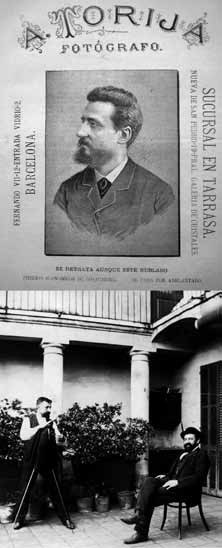
L'anunci publicitari del fotògraf Adrià Torija a El Eco de Terrassa el 27 de juliol de 1884 juntament amb una foto de dos personatges masculins. Font: Arxiu Tobella.

Adrià Torija i Escrich fou un fotògraf i retratista que va viure al pas del segle xix al xx. Va propulsar, sobretot a Catalunya, la tecnologia de la fotografia. Era d'origen valencià i fill del regidor de l'ajuntament i membre de la diputació de València Froilán Torija i Marco. El seu pare era aficionat a la festa dels toros, i per tal motiu, la revista taurina La Lidia de Madrid li va dedicar unes paraules de comiat en el número del 5 de juny de 1884: «El 29 del último Mayo falleció en Valencia D. Froilán Torija i Marco, distinguido aficionado al toreo, exconcejal de su municipio, ex diputado provincial, etc. Acompañamos a su familia en su justo dolor». Froilan Torija era conegut pel retrat que el pintor valencià Teodoro-Juan Andreu Sentamans (Alzira, 1870 - València, 1935) en va fer.
Adrià Torija va començar estudiar enginyeria a l'Escola d'Enginyeria Industrial de Barcelona (ETSEIB), sense acabar. El seu nom forma part d'una llista d'estudiants que van abandonar la carrera fins al 1900 a l'Escola T. S. d'Enginyeria Industrial de Barcelona.
Adrià Torija inicia la seva carrera succeint a Josep Hostench, fotògraf que provenia del negoci de la perruqueria entre els anys 1849 i 1857 aproximativament. El 1880 Torija s'instal·la a l'estudi del carrer del Vidre número 2 amb la dona o filla de Hostench. En un primer moment, es va considerar el successor d'Hostench, però a mesura que avançava la dècada de 1880 va esdevenir un dels fotògrafs més actius en l'últim tram del segle xix.

## Adrià Torija i la ciutat de Terrassa
Torija visqué a Barcelona i treballà a cavall d'aquesta ciutat i de Terrassa, on va desenvolupar un ingent nombre d'encàrrecs. El fotògraf tenia la seu central a Barcelona i es dedicava a la fotografia comercial. El 1876 Torija comença a treballar per la ciutat de Terrassa on ofereix els seus serveis els caps de setmana. Torija és considerat el primer fotògraf comercial instal·lat a Terrassa. Just el mateix any, el fotògraf inicia amb la ciutat una relació intermitent que durarà dinou anys, fins al 1895. Com a conseqüència dels encàrrecs que rebia a la ciutat, l'any 1882 inaugura una sucursal a Terrassa, al número 19 del carrer Nou de Sant Pere que va ser la primera que propugnà els avenços i les noves tendències fotogràfiques, com la fotografia instantània.
L'any 1895 és un any clau en la vida del fotògraf perquè decideix, juntament amb Vicenç Cusó, establir-se definitivament a Barcelona i abandonar l'estudi a Terrassa, el qual és ocupat pel fotògraf Josep Maria Benítez. La importància de Torija quant a la fotografia radica en el fet que fou un dels primers fotògrafs rellevants de Catalunya, que treballà amb tècniques innovadores:

Esglésies de Sant Pere a Terrassa. Mida: 9x12 cm. Font: Josep Rigó i Fornaguera-Museu de Terrassa.

| « | «Torija […] fa servir el mètode de la fotografia instantània, és a dir, amb el procés que, des del 1871, es coneix com a gelatinobromur o placa seca, que simplifica molt el procés de preparació de la placa de vidre on s'ha d'impressionar la imatge que es pretén fotografiar i, sobretot, redueix el temps d'exposició a tan sols un quart de segon. Aquest procediment li permet captar imatges sense que la presència de persones signifiqui un greu problema, ja que no requereix que aquestes, si estan una mica allunyades de l'objectiu, estiguin totalment immòbils per tal d'evitar l'efecte de fotografia moguda, que és el problema dels fotògrafs que encara utilitzen el col·lodió humit. Un inconvenient que, de manera molt directa, determina que les vistes a l'aire lliure de l'època estiguin quasi sempre mancades de vida humana i, per tant, del costumisme que tant agrada als col·leccionistes». | » |

## Encàrrecs professionals
Pel que fa a la seva carrera artística, i els encàrrecs que rebia, veiem que Torija és molt actiu en la dècada dels vuitanta i els noranta, tant en la fotografia d'interior com la d'exterior, on desenvolupa dues perspectives professionals (pública i privada): 
- Encàrrecs públics

Va rebre encàrrecs d'entitats públiques a Barcelona, Terrassa i per Catalunya. A Barcelona hi ha fotografies de la Catedral i algunes esglésies de la ciutat. A Terrassa realitza fotos tant de l'interior com de l'exterior del conjunt de l'Església de Sant Pere i del Col·legi Terrassenc. També realitza fotos d'altres vistes de la ciutat com el Portal de la Guia. L'any 1883 i durant l'Exposició de productes locals celebrada al Col·legi Tarrasense fa un reportatge amb un total de quinze fotografies. També plasma algunes festes populars a Catalunya, com la Festa Major de Santa Cristina a Lloret de Mar de l'any 1883, de la qual va fer diferents fotos de la preparació de la processó a l'Ermita de Santa Cristina que van sortir publicades al bulletí informatiu de l'Obreria de Santa Cristina l'any 2015, així com una altra festa popular en la qual retrata a uns castellers.
- Encàrrecs privats

Foto de l'interior d'una nau industrial tèxtil. Mida 12,5x16,5 cm. Font: Museu de Terrassa.

Foto de l'Exposició Local de Terrassa al Reial Col·legi Tarrassense el 1883. Mida: 12,5x16 cm. Font: Museu de Terrassa.

La segona perspectiva, més de caràcter privat, se centra, sobretot, a Barcelona i Terrassa, i s'adequa a tots els encàrrecs que li són destinats de clients privats. Fixant-nos en les fotografies, podem veure que la majoria són de clients distingits que li encarreguen que els faci un retrat però, tot i que Torija també n'acceptava de gent que no tenia recursos econòmics. En aquest àmbit, hi trobem retrats de l'escultor Rossend Nobas, així com retrats d'algunes escultures seves, com ara: Un bust de Cervantes o l'estatua dedicada a Joan Güell. La soprano Christina Nilsson de Suècia també va ser retratada l'any 1908, igualment trobem una foto d'en Miquel Font i Rotger, primer mestre de solfeig del mestre Lluís Millet, fundador de l'Orfeó Català. Per una altra banda, fa retrats de gent anònima, artistes, toreros i inclus trobem una foto d'un grup escolar de nens i nenes disfressats durant el carnestoltes.
Pel que fa a la ciutat de Terrassa, treballa en la mateixa línia però afegint encàrrecs de retrats de panteons funeraris familiars com els de Ramon […] at i Cuyàs, i Juan […] arranca i Busquets. Així com retrata l'interior d'una nau industrial i un mostrari de l'empresa Segués, fotografies que són per promoure productes i instal·lacions a nivell comercial. També hi ha un retrat de l'Orquesta Trullasos a Terrassa fet per en Torija.

## La relació del fotògraf amb els teatres de Barcelona
Entre 1881 i 1887 signe un contracte amb el Teatre Principal de Barcelona per retratar a la seva botiga els guanyadors dels concursos de balls infantils que es realitzaven al teatre. L'anunci del teatre era: «TEATRO PRINCIPAL.-Gran baile infantil de trajes.-Tendrá lugar mañana jueves, dándose un regalo a los disfraces que resulten premiados y además un retrato de fotografía.-Los disfraces que solo obtengan accésit tendrán asimismo opción a un retrato de fotografía.-Los regalos se hallan expuestos en la confitería del Libro, Rambla esquina a la calle de Fernando VII.-Los trajes que resulten premiados se publicarán en La Ilustración Catalana.-Las fotografias de los accesits, serán sacadas por el fotógrafo señor Torija».
El 29 de març de 1881 en el Teatre del Circ actua el tenor, còmic i director, don Rafael Queralt que rep un regal del seu retrat-caricatura fet per en Torija.

El 22 de març de 1887 en el Teatre Romea es realitza una funció a benefici de Victoriano Molas, fill de l'infortunat actor Molas i Pí. El fill rep un regal d'un retrat del seu pare a mida natural, reproducció d'una targeta de visita de l'actor realitzada per en Torija. 

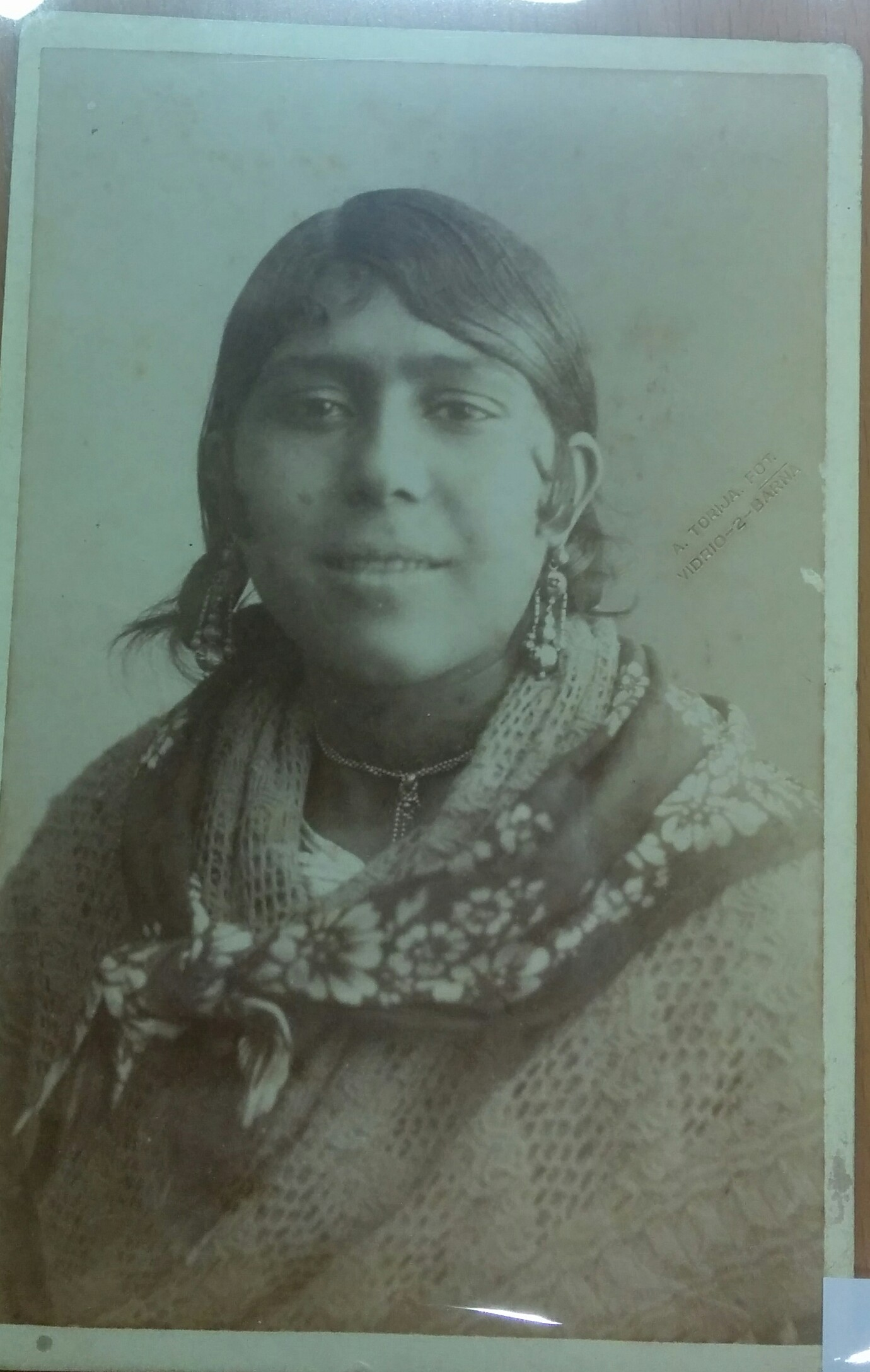
Retrat anònim realitzat per Adrià Torija en el seu estudi de Barcelona. Font: Arxiu fotogràfic de Barcelona [4

## Premsa
A partir de 1880 la premsa escrita comença a utilitzar imatges fotogràfiques als diaris. Adrià Torija és un dels fotògrafs que treballa en premsa, sobretot a revistes locals: 
- La revista la Tomasa és una de les publicacions en la qual Torija va publicar diferentes fotos femenines a la portada durant els anys noranta. En Torija juntament amb altres fotògrafs de l'època com A.S. Xatart, M. Matarrodona, J. Martí, A. Esplugas i Audouard i Cia. van col·laborar amb aquest setmanari català: «La Tomasa va ser un setmanari català, humorístic i literari aparegut a Barcelona el 1872. Va néixer a causa de la suspensió de L'Esquella de la Torratxa i se'n van publicar només quatre números. La publicació es va reprendre setze anys més tard, el 1888 i es va publicar durant 20 anys».[14] Era completament en català i Torrent i Tasis en va dir el 1966: «[…] no ha dejado mucho rastro en la historia de nuestro periodismo, tal vez precisamente porque evitaba las polémicas, que son el pan y la sal de la prensa -y que a veces llegan a producirle indigestiones mortales-, y se mantenía en un terreno estrictamente literario, catalanista como máximo, pero sin incursiones en el campo de la política».[15] Portada d'una còpia d'una foto femenina realitzada per en Torija en la revista La Tomasa

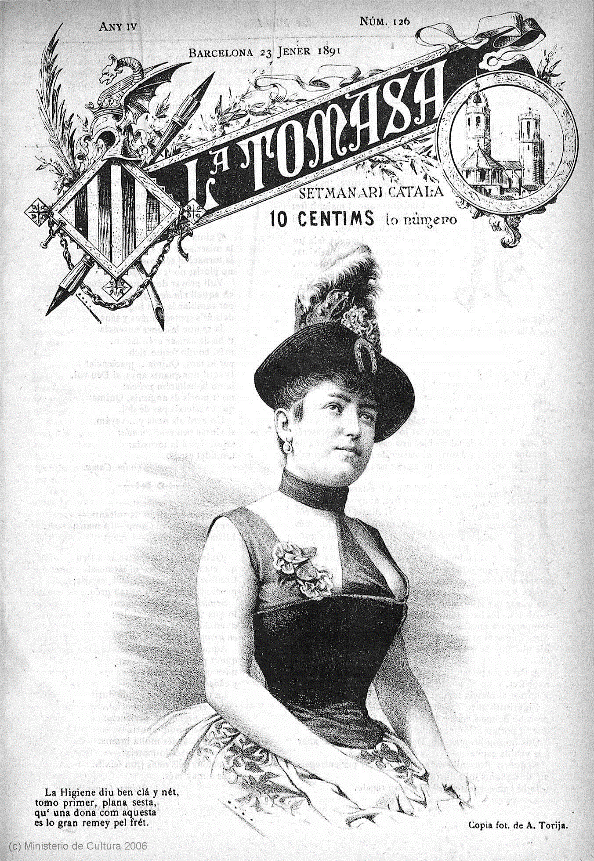
Portada d'una còpia d'una foto femenina realitzada per en Torija en la revista La Tomasa

- L'Esquella de la Torratxa. En Torija també va publicar algunes fotos durant els anys noranta en aquest setmanari, com la foto de dos actors del Teatre Català, fotos de pallassos i algunes més. «L'Esquella va ser un setmanari satíric, republicà i anticlerical fundat a Barcelona el 5 de maig de 1872 pel llibreter Innocenci López i Bernagossi, editor d'altres revistes satíriques com La Campana de Gràcia. L'Almanach de l'Esquella de la Torratxa apareix el 1874 coincidint amb la segona etapa de la revista. En un primer moment es va fer en format petit i posteriorment va esdevanir un setmanari que contenia prosa, vers, il·lustracions i caricatures de qualitat.[16] L'Esquella de la Torratxa duia el subtítol de «Periòdich satírich, humorístich, il·lustrat i literari. Donarà al menos uns esquellots cada setmana» a la darreria de la Guerra Civil Espanyola el 6 de gener de 1939 va parèixer el número 3.096 i últim exemplar.[17]
- La ilustración Artística: és un setmanari on hi ha fotos d'en Torija a final dels anys vuitanta. Aquest setmanari tractava temes de literatura, arts i ciències. En un principi donava prioritat al gravat i finalment la fotografia s'hi va imposar.[18]

## Exposicions
Adrià Torija participa en l'Exposició de productes locals celebrada al Col·legi Tarrassense de la ciutat de Terrassa l'any 1883 amb un reportatge fotogràfic dels exteriors i interiors de l'Exposició. En l'exterior trobem una foto d'una composició al·legòrica a la indústria, i a l'interior fotos d'algunes sales com: 
- Sala amb diferents tipus de teixits on es llegeix SALVA GÜELL bovines i fils.
- Sala amb diferents animals dissecats, plantes i objectes petits.
- Sala amb objectes relacionats amb el vi.
- Sala amb objectes d'art (pintura i escultura).
- Sala amb una taula guarnida de teixits i treballs manuals.

L'any 1891 presenta algunes feines a l'Exposició Fotogràfica i guanya la medalla d'or juntament amb en Ricardo Morera. Just el mateix any, es té constància que va ser convidat a participar en el 2o Baile de trajes del Círculo Artístico de Barcelona i va anar disfressat d'àrab saharià.
També presenta durant el 1892, a l'Exposició Nacional d'Indústries Artístiques, una sèrie d'imatges que retraten escenes populars, amb actors, actrius, ballarines i retrats de toreros. El mateix any forma part de la comissió de Barcelona que participa en l'Exposició Internacional de la Música i del Teatre de Viena per promoure el Teatre Català.

## Catàleg d'obra
Torija va realitzar un ampli ventall d'obres entre 1880 i 1900. Aquest catàleg inclou fotografies que mostren a l'espectador des de costums pròpies de l'època del fotògraf, com ara els balls populars, passant per la plasmació de diverses vistes i monuments, tal com reflecteixen les fotografies de l'Exposició de productes locals de Terrassa, fins a arribar a reflectir alguns retrats de diferents personalitats, com és el cas d'actors, actrius i toreros.
A continuació es mostren tot un conjunt d'aquest tipus de fotografies:

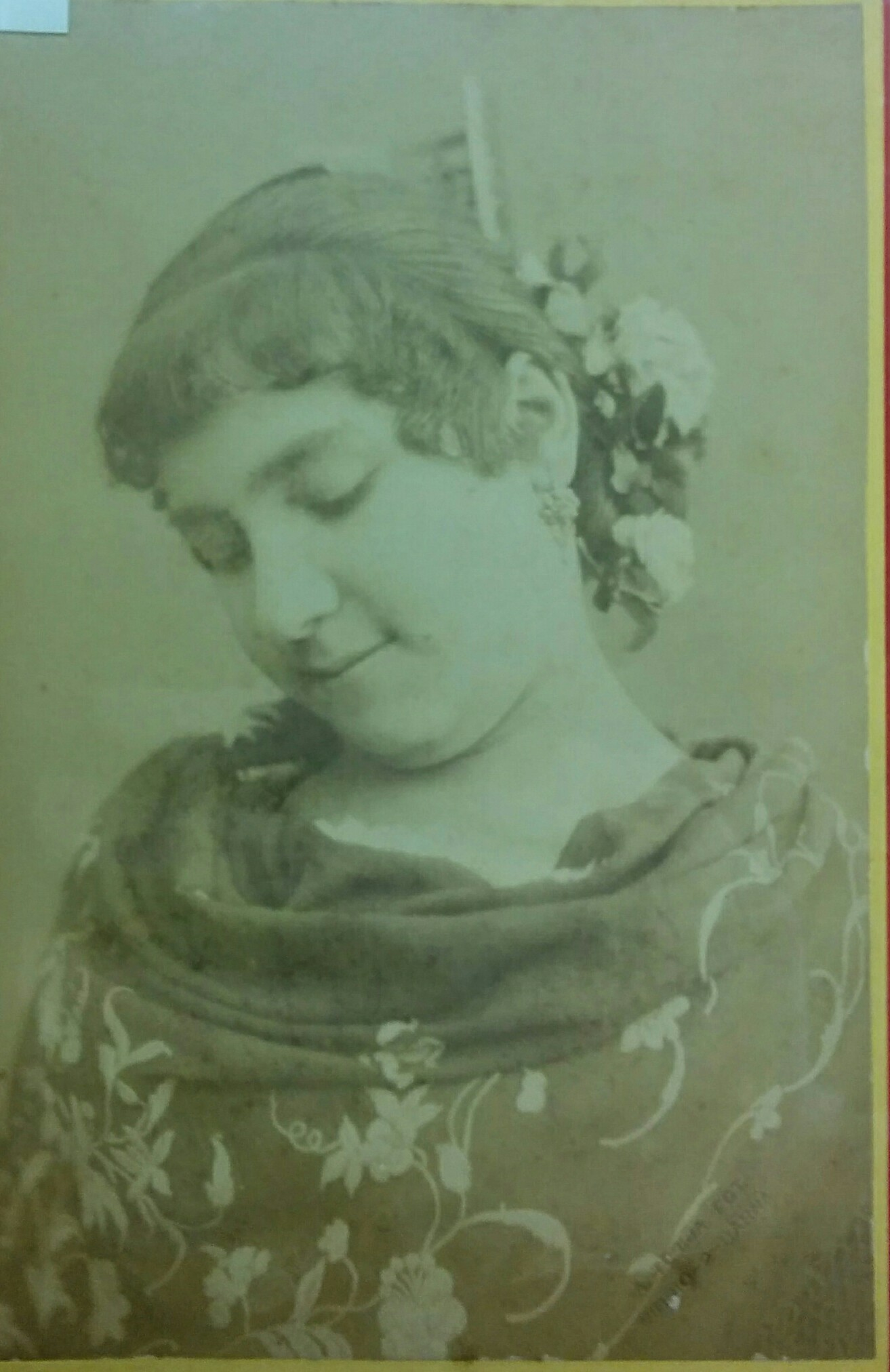
Retrat femení realitzat a Barcelona. Font: Arxiu fotogràfic de Barcelona.
Retrat d'un grup escolar de nenes i nens al carnestoltes. Mida: 16´5 x 23 cm. Font: Arxiu Nacional de Catalunya.
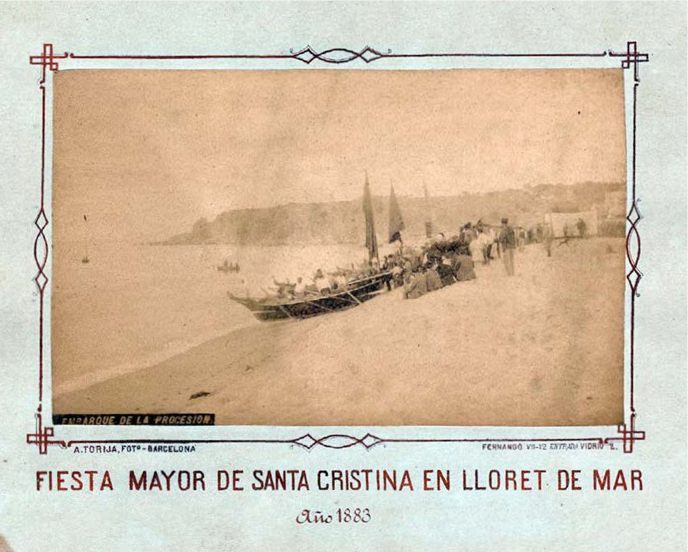
Foto publicada al Butlletí informatiu de l'Obreria de Santa Cristina 2015 de la Festa Major de Santa Cristina de Lloret de Mar de l'any 1883. Fotos cedides per Cristina Cusell Bancells.
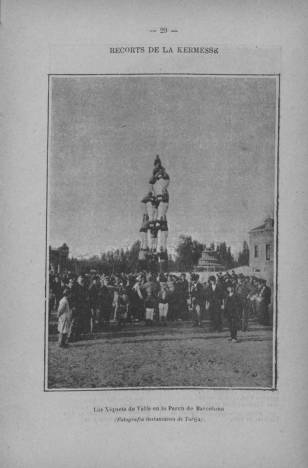
Foto dels castellers publicada a l'Almanach de l'Esquella de la Torratxa l'any 1883. Font: Biblioteca virtual de premsa històrica.
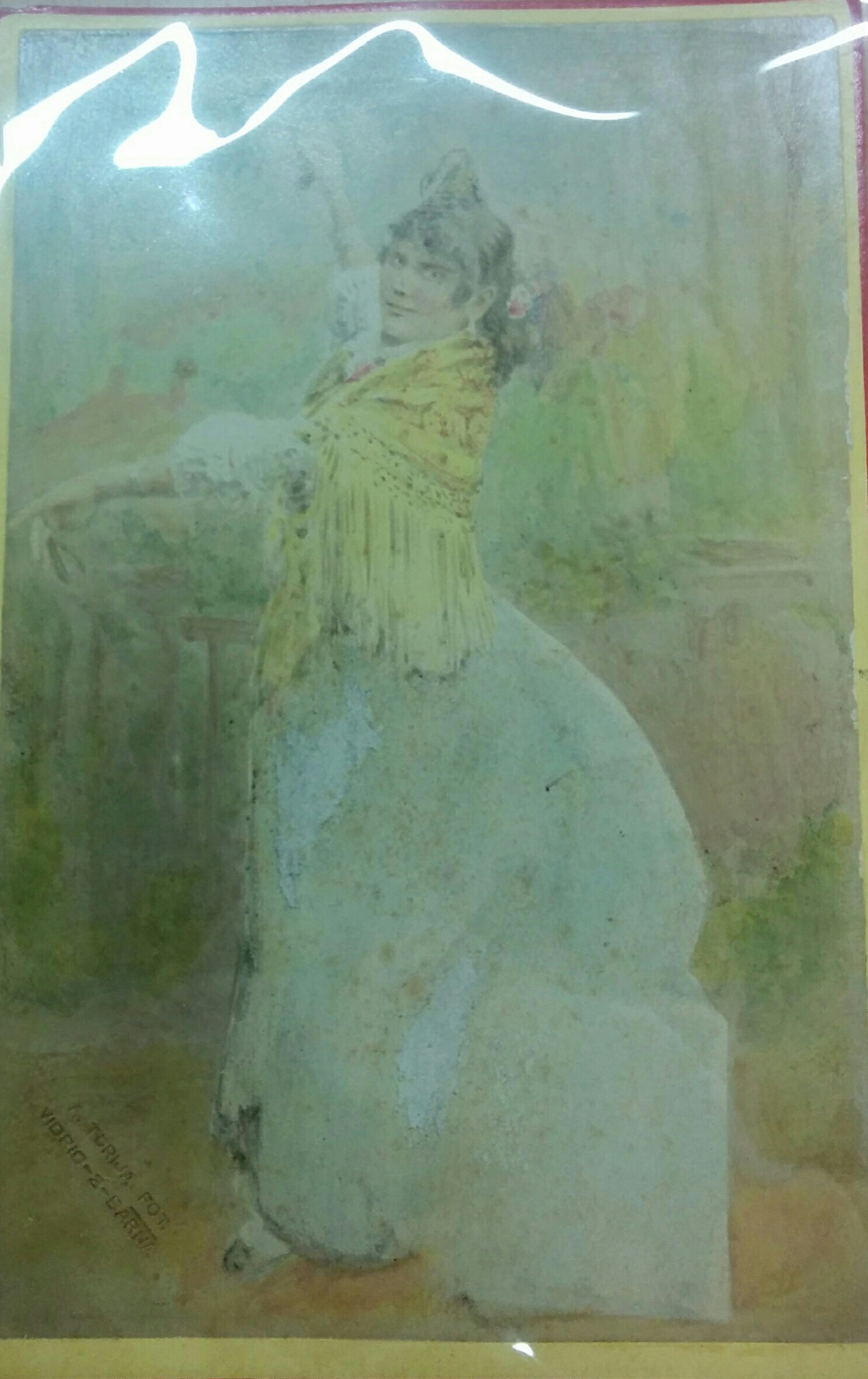
Retrat femení, encàrrec de clients privats de Barcelona. Font: Arxiu fotogràfic de Barcelona.
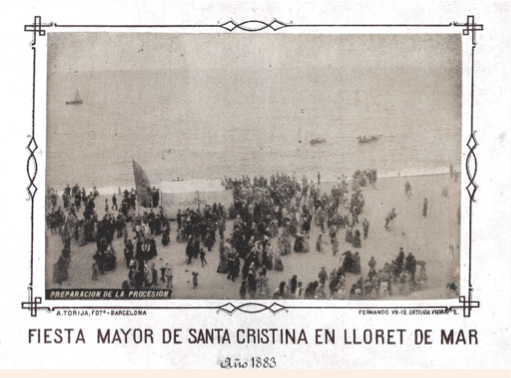
Foto publicada al Butlletí informatiu de l'Obreria de Santa Cristina 2015 de la Festa Major de Santa Cristina de Lloret de Mar l'any 1883. Fotos cedides per Cristina Cusell Bancells.

## Referències

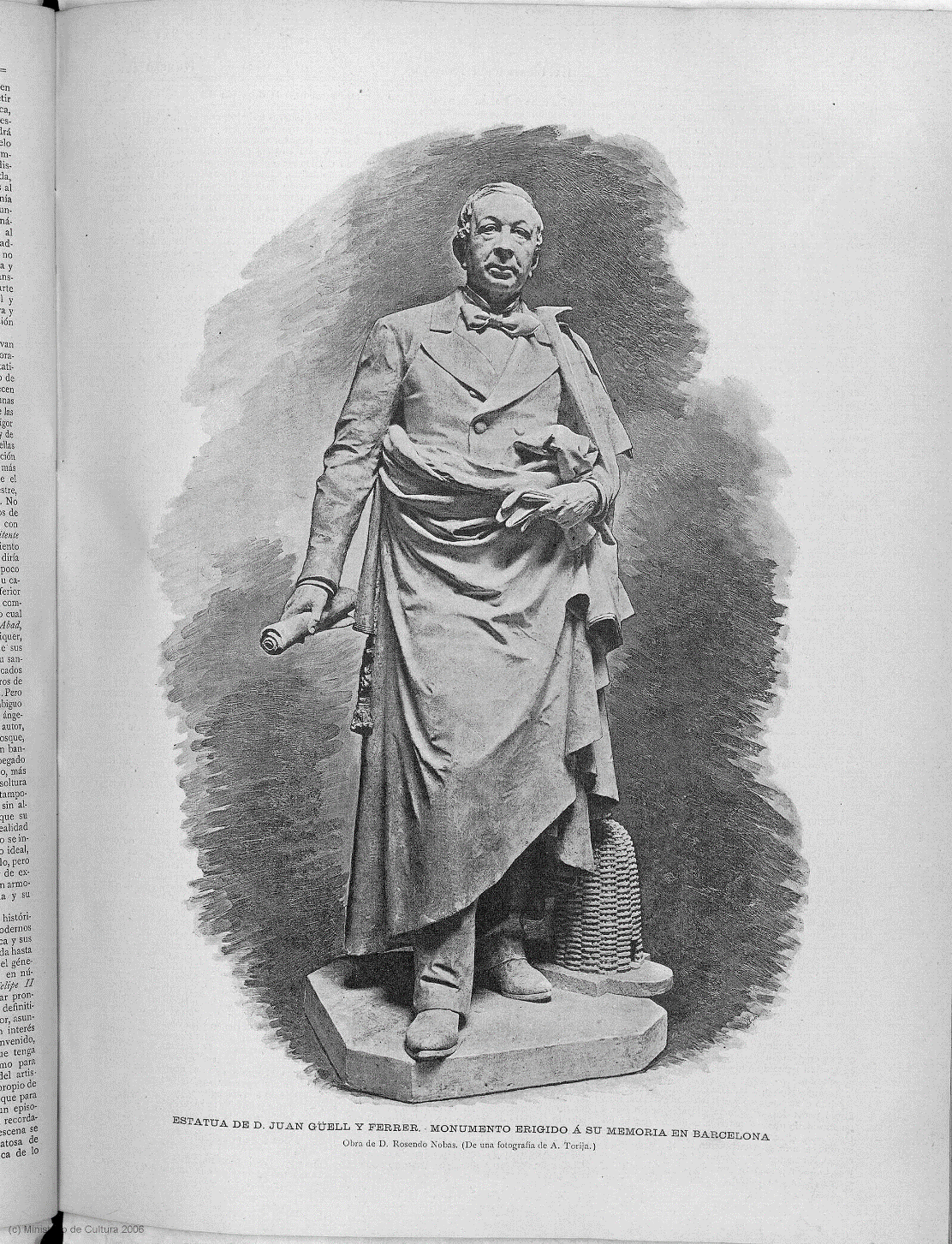
Estàtua de Joan Güell realitzada per l'escultor Rossend Nobas i fotografiada per Adrià Torija. Font: Biblioteca virtual de premsa històrica.